# Конрад Емил Блох
Конрад Емил Блох, члан Краљевског друштва  (21. јануар 1912 – 15. октобар 2000) био је немачко-амерички биохемичар. Блох је 1964. године добио Нобелову награду за физиологију или медицину (заједно са Феодором Линеном) за открића која се тичу механизма и регулације метаболизма холестерола и масних киселина.

## Живот и каријера
Блох је рођен у Ниси, у пруској провинцији Шлезија Немачког царства. Био је друго дете јеврејских родитеља средње класе, Хедвиге (Штрајмер) и Фредериха Д. "Фрица" Блоха. Био је студент Каролинума у Ниси, а затим је од 1930. до 1934. студирао хемију на Техничком универзитету у Минхену. 1934. године, због нацистичких прогона Јевреја, пребегао је у институт (Schweizerische Forschungsinstitut) у Давосу у Швајцарској, пре него што се 1936. преселио у Сједињене Државе. Касније је примљен у одељење за биолошку хемију на Медицинском факултету у Јејлу.
У Сједињеним Државама, Блох се уписао на Универзитет Колумбија и стекао докторат из биохемије 1938. године. Предавао је на Колумбији од 1939. до 1946. Одатле је отишао на Универзитет у Чикагу, а потом на Универзитет Харвард као професор биохемије фондације Хигинс 1954. године, на којој је био до 1982. године. Након пензионисања на Харварду, радио је као председавајући Мак и Ефи Кемпбел Тајнер стипендије на колеџу за људске науке на државном универзитету Флорида.
Блох је поделио Нобелову награду за физиологију или медицину 1964. године са Феодором Линеном за њихова открића у вези са механизмом и регулацијом метаболизма холестерола и масних киселина. Њихов рад је показао да тело прво ствара сквален од ацетата у више корака, а затим претвара сквален у холестерол. Пратио је све атоме угљеника у холестеролу уназад до ацетата. Нека од његових истраживања спроведена су помоћу радиоактивног ацетата у буђи хлеба: то је било могуће јер гљиве такође производе сквален. Потврдио је своје резултате користећи пацове. Био је један од неколико истраживача који су показали да се ацетил коензим А претвара у мевалонску киселину. Блох и Линен су потом показали да се мевалонска киселина претвара у хемијски активни изопрен, претходник сквалена. Блох је такође открио да су жуч и женски полни хормон направљени од холестерола, што је довело до открића да су сви стероиди направљени од холестерола. Његово Нобелово предавање било је „Биолошка синтеза холестерола“.
1985. Блох је постао члан Краљевског друштва. 1988. године одликован је Националном медаљом за науку.
Блох и његова супруга Лора Тојч први пут су се упознали у Минхену. Венчали су се у САД 1941. године. Имали су двоје деце, Питера Конрада Блоха и Сузан Елизабет Блох, и двоје унучади. Волео је скијање, тенис и музику. Конрад је умро у Берлингтону, у Масачусетсу од конгестивне срчане инсуфицијенције 2000. године, са 88 година. Лора Блох умрла је 2010. са 98 година.